# 藤岡一郎 (法学者)
藤岡 一郎（ふじおか いちろう、1943年 - ）は、日本の法学者、第5代京都産業大学学長、京都産業大学名誉教授。刑法、犯罪学、刑事政策を専門とし、大学では、副学長、学長を歴任し、また、京都市生活安全懇話会会長なども務めた。
『刑法判例百選』には、第3版から第6版まで寄稿している。

## 経歴
愛媛県に生まれ、愛光学園の4期生として学ぶ。
1973年、同志社大学大学院法学研究科修士課程を修了した。
1980年に京都産業大学法学部講師となり、1990年に教授に昇任し、その後長く、法学部や法学研究科、法務研究科の教育にあたり、また、就職部長、法務研究科長などを歴任した。
1996年、京都産業大学学長補佐職となり、制度変更により2000年に副学長となって、2002年までその任にあった。
2004年、京都産業大学法科大学院教授。
2010年に学長となり、2014年9月に退任した。

## おもな著書

### 共著
- （石原明、墨谷葵、荒川雅行との共著）刑事政策、青林書院（青林法学双書）、1993年
- （石原明、土井政和、荒川雅行との共著）現代刑事政策、青林書院（青林法学双書）、2000年